# Bursellia comata
Bursellia comata là một loài nhện trong họ Linyphiidae.
Loài này thuộc chi Bursellia. Bursellia comata được Herman Theodor Holm miêu tả năm 1962.